# Rob Hall
Pour les articles homonymes, voir Robert Hall et Hall.
Pas d'image ? Cliquez ici
Robert Edwin Hall, né le 14 janvier 1961 à Christchurch et mort dans la nuit du 11 au 12 mai 1996, est un guide de haute montagne néo-zélandais. 

## Biographie
Il guide une expédition en 1996 sur l'Everest où il meurt avec Scott Fischer et Andy Harris, deux autres guides, ainsi que Doug Hansen et Yasuko Namba, deux clients, durant la descente. Ce désastre de l'Everest de 1996 fait l'objet du livre Tragédie à l'Everest publié en 1997 et du film Everest, adapté des mémoires du docteur Beck Weathers, un des survivants de l'équipée de Rob Hall.
Il est l'un des pionniers des expéditions dites « commerciales ». Sa société, Adventure Consultants, proposait d'emmener de riches clients au sommet de l'Everest pour environ 65 000 $. Son exploit le plus impressionnant est l'escalade de trois sommets de l'Himalaya en deux mois en 1994 : l'Everest, le K2 et le Lhotse.

## Ascensions majeures
- 1990 : Sept sommets (avec Gary Ball) (liste de Richard Bass)
- 1992 : K2
- 1992 : Everest
- 1993 : Dhaulagiri
- 1993 : Everest (avec Peter Rowland)
- 1994 : Everest
- 1994 : Lhotse
- 1994 : K2
- 1994 : Cho Oyu
- 1994 : Makalu
- 1995 : Cho Oyu
- 1996 : Everest (mort dans la descente)